# Réserve naturelle Orelyak
Orelyak (en bulgare : Ореляк) est une réserve naturelle située dans la partie centrale de la chaîne de montagnes de Pirin, dans le sud-ouest de la Bulgarie. Elle est située dans la municipalité de Gotse Deltchev, province de Blagoevgrad. Elle a été déclarée le 22 février 1985 pour protéger les forêts de hêtres anciennes des environs du mont Orelyak (2 099 m), le plus haut sommet du Pirin Central  . Elle s'étend sur un territoire de 757 ha ou 7,57 km2.

## Aperçu géographique
La frontière de la réserve suit la crête montagneuse principale au nord du mont Orelayk; la crête elle-même se trouve dans la zone tampon de la réserve. La section la plus à l'est est située dans la vallée de la rivière Lazhnichka, un affluent de la rivière Marevo. La réserve d'Orelyak est située à une altitude comprise entre 900 m et 1800 m. Le climat est continental méditerranéen et alpin à plus haute altitude. 

## Flore
Les forêts de hêtres européens (Fagus sylvatica) sont de la plus haute importance pour la conservation. Leur âge moyen est de plus de 150 ans et malgré leur ancienneté, les forêts sont restées extrêmement denses. Dans les parties inférieures de la réserve, les forêts de hêtres ont été remplacées par d'autres feuillus comme le charme-houblon européen (Ostrya carpinifolia) et le frêne à fleurs d'Europe du Sud (Fraxinus ornus). Dans les sections ouest vers 1700 m d'altitude, il y a aussi de petites parcelles de pin de Macédoine (Pinus peuce). 
La réserve d'Orelyak abrite un certain nombre d'espèces herbacées endémiques bulgares et balkaniques, notamment le thé Pirin (Sideritis scardica), Draba scardica, Achillea chrysocoma, Saxifraga ferdinandi-coburgi, Viola grisebachiana, Polygala rhodopaea, Arabis ferdinandi-coburgii, Thymus perinicus, etc. 

## Faune
Malgré la petite taille de la réserve, la faune est diversifiée. Les animaux typiques incluent l'ours brun, le loup gris, le renard roux, le sanglier, le chevreuil, la grenouille grecque, la salamandre tachetée, etc. 